# Alb-Leisa
Der Begriff Alb-Leisa bezeichnet zum einen die Öko-Erzeugergemeinschaft „Alb-Leisa“, dann die von dieser Gemeinschaft genutzte Handelsbezeichnung Alb-Leisa für die produzierten Linsen und schließlich bezeichnet Alb-Leisa mundartlich mehrere alte Sorten der Linse des Züchters Fritz Späth. „Leisa“ bedeutet Linsen auf schwäbisch. Die Erzeugergemeinschaft betreibt eine zentrale Reinigungsanlage für die Linsen und bestand im Jahr 2011 aus 52 Anbaubetrieben auf der Schwäbischen Alb, bei einer Anbaufläche von knapp 150 ha, im Jahr 2015 aus 70 Betrieben. Die Gemeinschaft beliefert rund 100 gastronomische Betriebe und über 300 Bioläden, fast ausschließlich in Baden-Württemberg.

## Geschichte
Die ursprünglich vorderasiatische Linse ist eine der ältesten Kulturpflanzen. Die Schwäbische Alb und angrenzende Gebiete waren bis in die 1950er Jahre ein besonderer Schwerpunkt im deutschen Linsenanbau. Die Alb-Linse wurde eher selten im Umland als Spezialität inseriert, zum Teil wurde auch nur für den Eigenbedarf produziert. 1908 meldete die Tageszeitung Tübinger Chronik eine Zunahme des Anbaus auf der Alb. Später wurde der Linsenanbau mangels Rentabilität eingestellt, mehrere Jahrzehnte wurden in der Region keine Linsen mehr kultiviert. 1985 nahm der Biohof Mammel die alte Tradition des Linsenanbaus in Lauterach wieder auf. Die Nachfrage war so groß, dass zur Deckung der Nachfrage 2001 die Erzeugergemeinschaft gegründet wurde. Dabei stellte sich heraus, dass im Handel kein Saatgut der früher üblichen Sorten mehr zu finden war.

## Sortenpflege

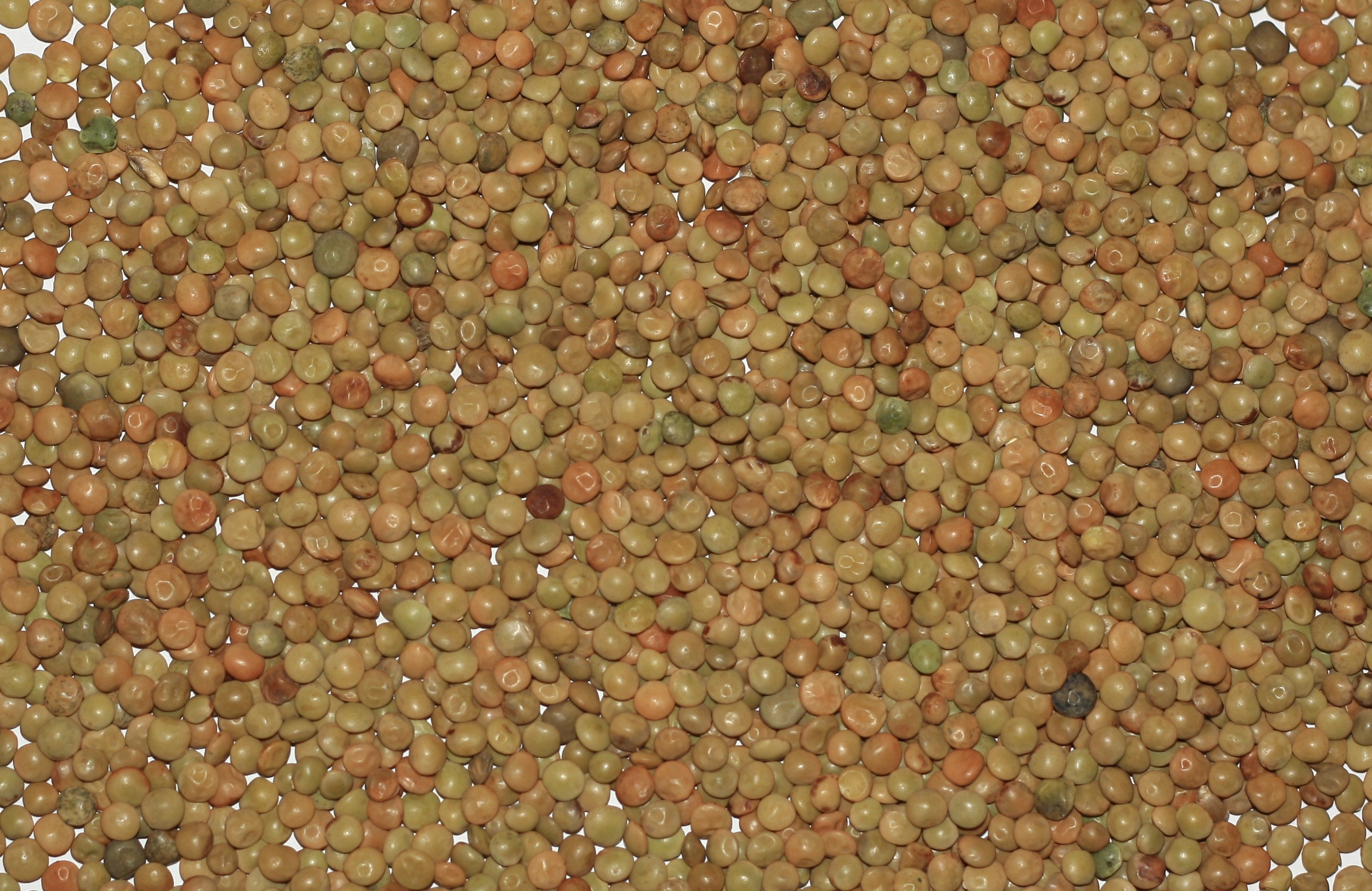
Späths Alblinse II „Die Kleine“

Da die alten Sorten nicht mehr verfügbar waren, behalf man sich anfangs mit der französischen Puy-Linse, die für Böden und Klima der Schwäbischen Alb geeignet ist. Die Puy-Linse hat ein geschütztes geographisches Anbaugebiet. Sie wird von der Erzeugergemeinschaft aus diesem Grund als „Dunkelgrün marmorierte Linse“ verkauft. Sie war 2011 die meistproduzierte Sorte. Die klassischen Sorten „Späths Alblinse klein“, „Späths Alblinse groß“ und „Späths Hellerlinse“ vom Züchter Fritz Späth aus Haigerloch wurden in der Genbank des St. Petersburger Wawilow-Institutes entdeckt und erst im Jahr 2006 nach Deutschland zurückgeholt. Seitdem werden sie wieder angebaut und vermehrt. „Späths Alblinse klein“ ist relativ klein und dunkelbraun bis schwarz marmoriert. Sie wurde im Herbst 2011 zum ersten Mal wieder in den Handel gebracht. Somit wurden anfänglich drei Genotypen unter den Akzessionsnummern „K-2076“ (kleinsamige „Späths Alb-Leisa I“) und „K-2106“ (großsamige „Späths Alb-Leisa“) angebaut (VIR 2008a). Sie sind unter der Bezeichnung Alb-Leisa der Erzeugergemeinschaft als Marke geschützt. Später wurde zusätzlich die schwarze kleinsamige Belugalinse in die Produktpalette aufgenommen, und geschälte gelbe Linsen angeboten.
Die Sortenpflege und Saatguterzeugung übernimmt die Erzeugergemeinschaft oder der Landwirt, der die Linsen anbaut, selbst. Professionelle Saatgutvermehrer gibt es hier kaum.

## Vermarktung

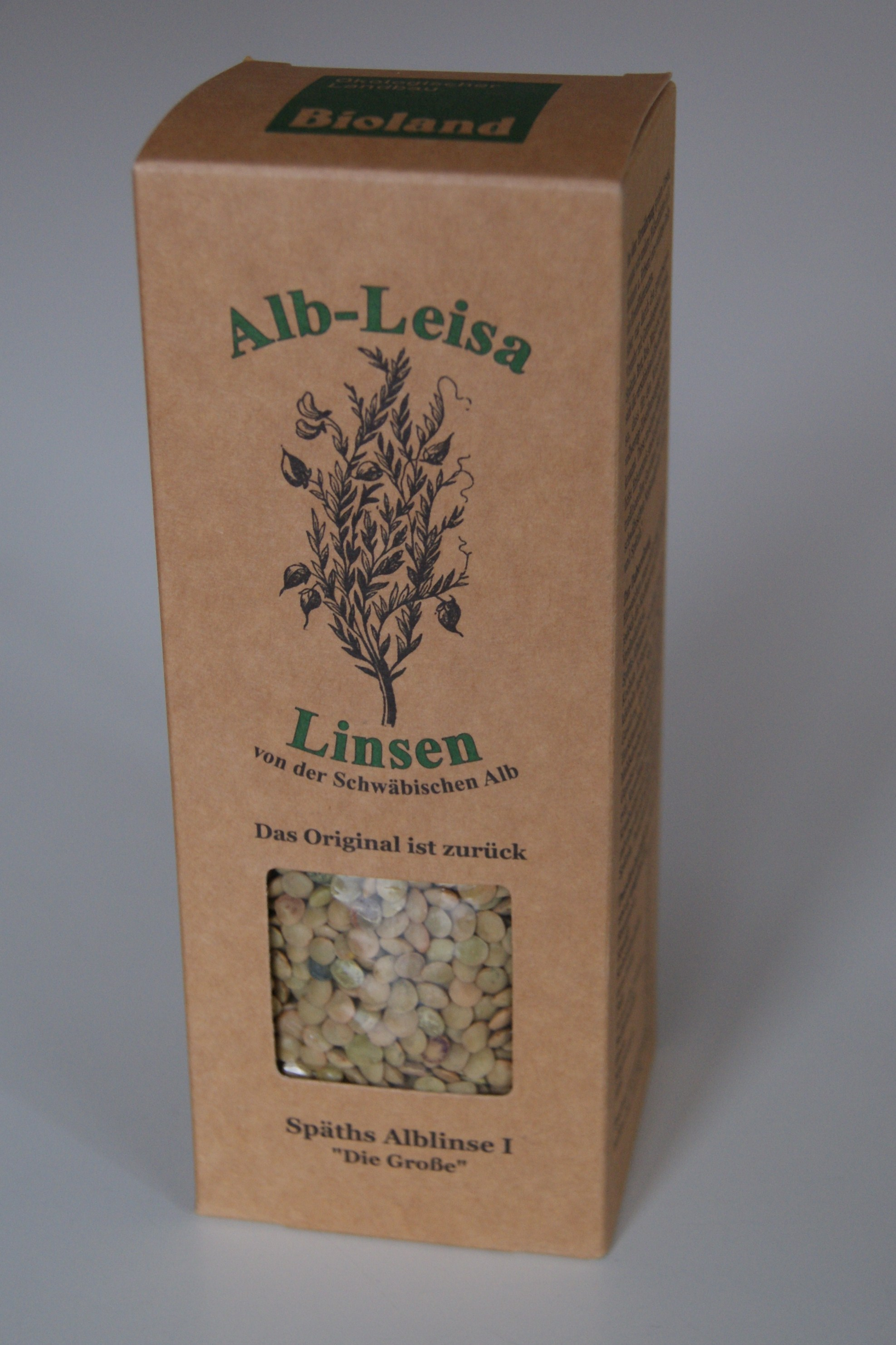
500-g-Packung Späths Alblinse I „Die Große“

Die Vermarktung geschieht zentral durch das Unternehmen Lauteracher Alb-Feldfrüchte (früher Biohof Mammel). Die Transportwege sollen kurz bleiben, darum wird nur in die weitere Umgebung nach Baden-Württemberg und in das angrenzende Bayern geliefert. Beliefert werden sowohl Gastronomiebetriebe, die den Schwerpunkt auf lokale Küche setzen, als auch Hofläden und Bioläden in der weiteren Region. Die Alb-Leisa sind inzwischen in die Arche des Geschmacks bei Slow Food aufgenommen. Einzelne Erzeuger der Gemeinschaft vermarkten selbst unter eigenen Bezeichnungen. Anfänglich waren die Linsen für den Endverbraucher nur in den aufwendigen 500g-Packungen zu bekommen, seit einiger Zeit werden aber auch Papiersäcke mit Mengen ab 2,5 kg angeboten.